# 세르비아의 역사
이 문서는 세르비아의 역사를 기술한다.
6세기와 7세기에 초창기 슬라브족이 발칸반도에 처음 등장한 후, 그들은 트라키아인, 다키아인, 로마인, 일리리아인, 이전 로마 식민지 주민과 같은 고대 발칸 부족의 후손인 현지 비잔틴 신민과 섞였다. 첫 번째 세르비아 공국은 8세기에 현대의 몬테네그로, 보스니아, 달마티아, 세르비아를 통치하는 블라스 티미로비치 왕조에 의해 설립되었다. 11세기에 대공국으로 발전했고, 1217년에 네마니치 왕조의 통치 하에 왕국과 국가 교회(세르비아 정교회)가 설립되었다. 1345년에 세르비아 제국이 건국되어 발칸 반도 대부분에 걸쳐 있었다. 1540년에 세르비아는 오스만 제국 의 일부가 되었다.
상당수의 세르비아인이 북쪽으로 헝가리 왕국으로 이주하여 나중에 세르비아 보이보디나가 되는 지역을 형성했다. 1817년 오스만 제국의 통치 에 반항한 세르비아 혁명으로 세르비아 공국이 탄생했고, 1867년 사실상의 독립을 쟁취했으며 1878년 베를린 회의에서 열강으로부터 완전한 인정을 받았다. 1912~1913년 발칸 전쟁의 승전국인 세르비아는 바르다르 마케도니아, 코소보, 메토히야, 라슈카를 되찾았다. 1918년 후반 오스트리아-헝가리 제국의 패배로 세르비아는 이전 세르비아 보이보디나 지역을 포함하도록 확장되었다. 세르비아는 다른 오스트리아-헝가리 지방과 통합되어 슬로베니아인, 크로아티아인, 세르비아인의 범슬라브 국가가 되었다. 세르비아 왕국은 1918년 12월 1일에 연방에 가입하였고, 이 나라는 유고슬라비아 왕국이라는 이름을 가지게 되었다.
세르비아는 2차 세계 대전이 끝나고 유고슬라비아 연방 인민 공화국 (1945년 11월 선포) 내의 연방 단위가 되면서 현재의 국경을 얻었다. 1990년대에 일련의 전쟁으로 유고슬라비아가 해체된 후, 세르비아는 몬테네그로와의 합친 연방이 해체된 후 2006년 6월 5일에 다시 독립 국가가 되었다.